# Deus meumque ius
Il motto Deus meumque ius, letteralmente «Dio e il mio diritto», è un motto del 33° (ed ultimo) grado del Rito scozzese antico ed accettato all'interno della Massoneria, che corrisponde al titolo di sovrano grande ispettore generale. Corrisponde al motto in francese Dieu et mon droit che figura nello stemma reale del sovrano del Regno Unito.
Nell'emblema del grado, il motto campeggia all'interno di un cartiglio sotto la raffigurazione di un'aquila bicipite di colore nero in campo bianco.
Per una interpretazione corretta del senso del motto, l'attenzione va posta sul significato della parola "jus" che, tradotta letteralmente in italiano come "diritto", non aiuta al chiarimento. Se, al posto di "diritto", usiamo la parola "legge", si aprono orizzonti interpretativi molto più vasti.